# Vollerup
Vollerup is een plaats in de Deense regio Zuid-Denemarken, gemeente Sønderborg. Het dorp ligt direct ten oosten van de stad Sønderborg op het eiland Als.
In 1898 werd het dorp een bescheiden spoorknooppunt. In Vollerup splitste de spoorlijn vanaf Sønderborg in een tak naar Nordborg en een tak naar Skovby en Mommark. De lijnen zijn alle al lang gesloten, maar het stationsgebouw is bewaard gebleven.